# Music of the Sun
Music of the Sun (engl. für: ‚Musik der Sonne‘) ist das Debütalbum von Rihanna, welches 2005 aufgenommen und am 30. August in den USA und am 5. September in Deutschland unter ihrem Label Def Jam Recordings veröffentlicht wurde.

## Entstehungsgeschichte und Hintergrund
Mit 15 Jahren stellte eine ihrer besten Freundinnen Rihanna dem Produzenten Evan Rogers während seines Urlaubs in Barbados vor. Rogers und sein Partner Carl Sturken ermöglichten daraufhin Rihanna die Aufnahme von Demo-Material in den USA, das an verschiedene Plattenlabel geschickt wurde, unter anderem auch an Jay-Z, CEO von Def Jam Recordings, der sie unter Vertrag nahm.

## Titelliste
| #  | Titel                                              | Komponisten                                                                      | Länge |
| -- | -------------------------------------------------- | -------------------------------------------------------------------------------- | ----- |
| 1  | Pon de Replay                                      | Evan Rogers, Carl Sturken, Vada Nobles                                           | 4:06  |
| 2  | Here I Go Again (feat. J-Status)                   | Evan Rogers, Carl Sturken, J-Status, Rihanna Fenty                               | 4:11  |
| 3  | If It’s Lovin’ That You Want                       | Jean Claude Oliver, Samuel Barnes                                                | 3:28  |
| 4  | You Don’t Love Me (No, No, No) (feat. Vybz Kartel) | Ellas McDaniel, Willie Cobbs                                                     | 4:20  |
| 5  | That La, La, La                                    | Full Force, D. Emile                                                             | 3:45  |
| 6  | The Last Time                                      | Evan Rogers, Carl Sturken                                                        | 4:53  |
| 7  | Willing to Wait                                    | Evan Rogers, Carl Sturken, Rihanna Fenty                                         | 4:37  |
| 8  | Music of the Sun                                   | Diane Warren, Evan Rogers, Carl Sturken, Rihanna Fenty                           | 3:56  |
| 9  | Let Me                                             | Evan Rogers, Carl Sturken, Mikkel S. Eriksen, Tor Erik Hermansen, Makeba Riddick | 3:56  |
| 10 | Rush (feat. Kardinal Offishall)                    | Evan Rogers                                                                      | 3:09  |
| 11 | There’s a Thug in My Life (feat. J-Status)         | E. Jordan                                                                        | 3:21  |
| 12 | Now I Know                                         | Evan Rogers, Carl Sturken, Rihanna Fenty                                         | 5:01  |

### Bonus-Titel
| #  | Titel                                                                 | Komponisten                              | Länge |
| -- | --------------------------------------------------------------------- | ---------------------------------------- | ----- |
| 13 | Pon de Replay (Remix feat. Elephant Man)(Internationaler Bonus Titel) |                                          | 3:37  |
| 14 | Should I? (feat. J-Status)(Japan und UK Bonus Titel)                  |                                          | 3:06  |
| 15 | Hypnotized (Japan Bonus Titel)                                        | Evan Rogers, Carl Sturken, Rihanna Fenty | 4:15  |

## Kommerzieller Erfolg

### Chartplatzierungen

#### Album
| ChartsChartplatzierungen       | Höchstplatzierung | Wochen |
| ------------------------------ | ----------------- | ------ |
| Deutschland (GfK)              | 31 (7 Wo.)        | 7      |
| Österreich (Ö3)                | 45 (5 Wo.)        | 5      |
| Schweiz (IFPI)                 | 38 (10 Wo.)       | 10     |
| Vereinigte Staaten (Billboard) | 10 (35 Wo.)       | 35     |
| Vereinigtes Königreich (OCC)   | 35 (10 Wo.)       | 10     |

#### Singles
| Jahr | Titel                        | Höchstplatzierung, Gesamtwochen, AuszeichnungChartplatzierungen (Jahr, Titel, , Platzierungen, Wochen, Auszeichnungen, Anmerkungen) | Höchstplatzierung, Gesamtwochen, AuszeichnungChartplatzierungen (Jahr, Titel, , Platzierungen, Wochen, Auszeichnungen, Anmerkungen) | Höchstplatzierung, Gesamtwochen, AuszeichnungChartplatzierungen (Jahr, Titel, , Platzierungen, Wochen, Auszeichnungen, Anmerkungen) | Höchstplatzierung, Gesamtwochen, AuszeichnungChartplatzierungen (Jahr, Titel, , Platzierungen, Wochen, Auszeichnungen, Anmerkungen) | Höchstplatzierung, Gesamtwochen, AuszeichnungChartplatzierungen (Jahr, Titel, , Platzierungen, Wochen, Auszeichnungen, Anmerkungen) | Anmerkungen |
| Jahr | Titel                        | DE | AT | CH | UK | US | Anmerkungen |
| ---- | ---------------------------- | --- | --- | --- | --- | --- | ----------- |
| 2005 | Pon De Replay                | DE6 (18 Wo.)DE | AT5 (22 Wo.)AT | CH3 (41 Wo.)CH | UK2 (48 Wo.)UK | US2 (33 Wo.)US |             |
| 2005 | If It’s Lovin’ That You Want | DE25 (11 Wo.)DE | AT31 (11 Wo.)AT | CH19 (12 Wo.)CH | UK11 (24 Wo.)UK | US36 (20 Wo.)US |             |

### Auszeichnungen für Musikverkäufe
| Land/Region                  | Auszeichnungen für Musikverkäufe (Land/Region, Auszeichnung, Verkäufe) | Verkäufe  |
| ---------------------------- | ---------------------------------------------------------------------- | --------- |
| Deutschland (BVMI)           | Gold                                                                   | 100.000   |
| Japan (RIAJ)                 | Gold                                                                   | 100.000   |
| Kanada (MC)                  | Platin                                                                 | 100.000   |
| Neuseeland (RMNZ)            | Platin                                                                 | 15.000    |
| Vereinigte Staaten (RIAA)    | Platin                                                                 | 1.000.000 |
| Vereinigtes Königreich (BPI) | Gold                                                                   | 100.000   |
| Insgesamt                    | 3× Gold · 3× Platin ·                                                  | 1.415.000 |

Hauptartikel: Rihanna/Auszeichnungen für Musikverkäufe